# 凱斯·凡·東根
科内利斯·特奥多鲁斯·马里亚·“凯斯”·凡·东根（荷蘭語：Cornelis Theodorus Maria "Kees" van Dongen；1877年1月26日—1968年5月28日）是荷蘭的野獸派畫家。

## 經歷
1877年，生於荷蘭鹿特丹郊外的釀酒人家庭。一邊幫忙釀酒，一邊學習美術。
1899年，轉居巴黎。
1905年，参加秋季沙龍。
1926年，獲得法國榮譽軍團勳章。
1968年，逝於摩納哥。

## 外部連結
- Kees van Dongen's Cats （页面存档备份，存于）
- Kees van Dongen on Artnet （页面存档备份，存于）
- All Eyes on Kees van Dongen （页面存档备份，存于）, video at Museum Boijmans van Beuningen, Rotterdam (Arttube)
- Kees van Dongen （页面存档备份，存于） videos at Museum Boijmans van Beuningen, Rotterdam (Arttube)